# Bruno Zambon
Bruno Zambon (Susegana, 29 aprile 1946) è un politico italiano.

## Biografia
Deputato democristiano per cinque legislature consecutive (rimanendo in carica dal 1976 al 1994), dopo lo scioglimento della DC ha aderito al PPI. Ha inoltre fatto parte del consiglio comunale di Susegana dal 1985 al 1994.